# ルーシ人

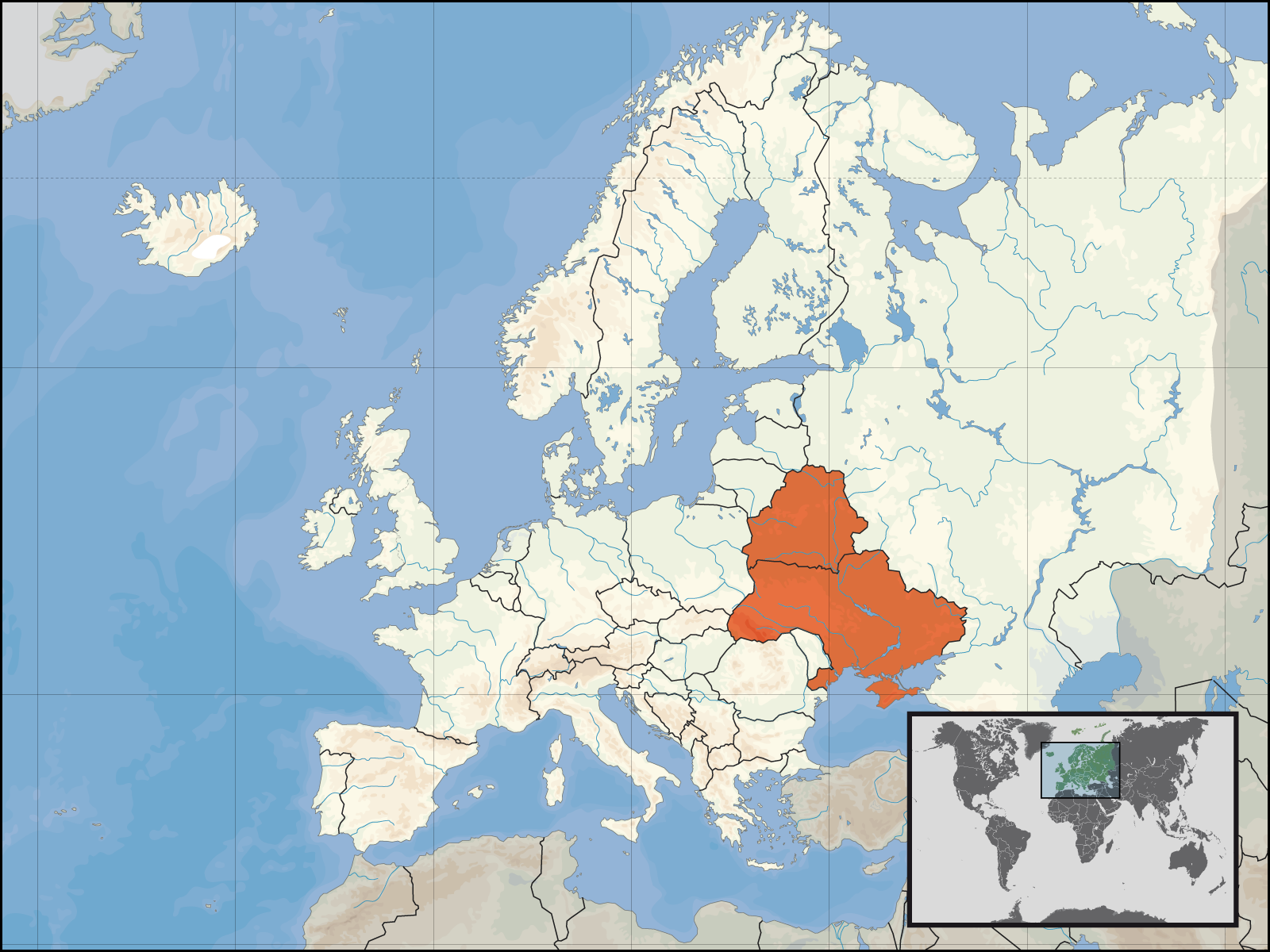
ウクライナ・ベラルーシの領域。

ルーシ人（ルーシじん、古ルーシ語・ルーシ語・ウクライナ語: Руси́ни, Русь, Ру́си ；ベラルーシ語: Русі́ны ；リトアニア語: Rusėnai）は、中世から近世にかけて東欧に居住した東スラヴ系の民族である。第一義的には、ルーシ族（ルーシ人とも呼ばれる）、あるいはルーシという地名に由来し、ルーシ（キエフ・ルーシ）という国に属した人々を指す用語であるが、時代が下るとともに意味するところが変わる。
14世紀末から17世紀前半にかけては、今日のウクライナ人およびベラルーシ人の祖先となる共通民族名であったが、17世紀後半から20世紀初頭にかけてはウクライナ人のみを指す民族名として用いられるようになった。西欧の文献ではルテニア人（ラテン語: Rutheni, Rhuteni）として登場するが、日本語文献ではルーシ人とルテニア人の概念は一致しない。
日本語文献で「ルーシ人」といえば、キエフ・ルーシの人々を指している場合と、14世紀以降のウクライナ人・ベラルーシ人あるいは17世紀以降のウクライナ人を指している場合、それらを特に区別せずに書いている場合とがある。日本語では、少なくとも近世以降のロシア人（大ロシア人）を指して「ルーシ人」と呼ぶことはない。

## 歴史

### キエフ・ルーシ
「ルーシ人」という用語の初出は、911年と945年のルーシ・ビザンツ諸条約である。この用語は、当初キエフ大公国の支配階級であった北欧系ルーシ族（ヴァリャーグ）を指していたが、10世紀に当国の東欧系スラヴ人、特にキエフ・チェルニーヒウ・ペレヤスラウの地域に住む住民を意味するようになった。11世紀から14世紀にかけては、キエフ大公国とその後継者ハールィチ・ヴォルィーニ大公国の人々が「ルーシ人」と呼ばれた。
ルーシ人自身の手によっては、彼らの年代記である『過ぎし年月の物語』において単数形の Русинъ という形で言及される。同様に、1229年の『スモレンスク書簡』においては рѹсинъ という形で言及される。
13世紀にキエフ大公国がモンゴル帝国によって滅ぼされ、14世紀末にハールィチ・ヴォルィーニ大公国がリトアニア大公国とポーランド王国によって分割された結果、ルーシ人の居住地域はリトアニアとポーランドの支配下におかれた。ルーシ人はもっぱら正教徒であり、異教徒のリトアニア人とカトリックのポーランド人と異なる文化を持っていたので、数世紀にわたり他国の支配下で独自性を保った。

### 北東地方
のちにロシアの中心地となった北東地方をルーシに含むのか、その地方の住民はキエフ・ルーシのルーシ人と共通する民族なのかについては諸説あるが、いずれにせよ、のちに帝国化したロシアにおいて「ロシアこそはルーシの正統な後継者」という自意識が形成され、ウクライナやベラルーシは14-15世紀にロシアから分岐したものという説が作られた。しかし、実際には北東地方は14世紀の時点ではまだモンゴル支配下での新体制作りの途上にあり、ルーシ意識は存在していなかった。もうひとつの中心地であったノヴゴロドでは、従来どおりルーシ諸公国一般とは異なる独自の支配体制と支配意識を保持していた。ウラジーミル・スーズダリのミハイル・ヤロスラヴィチ大公は1305年から「全ルーシの大公」の称号を使用したが、これは当時ウラジーミルを含むルーシの諸地方を「ローシア」（ルーシのギリシア語形）と呼んでいたビザンツ帝国との二国間関係が理由であった。全体として当時の北東地方の年代記はルーシについてあまり言及しておらず、支配者層である公たちのルーシ人としての自意識は、広く一般に共有されたものではなくビザンツやジョチ・ウルスなど対外関係に限定されたものであった。
ルーシの政治的な分裂状況の中、正教はルーシ諸公国を互いにつなぎとめる役割を果たし、ルーシは完全に崩壊するには至らなかった。このことは、政治状況によっては幾度かモスクワ国家とウクライナ・ベラルーシのルーシ人とのあいだにカトリックのポーランドに対立する同盟関係を成立させた。しかし、モスクワ国家が中央集権化するに従い伝統的なルーシ人のアイデンティティーは次第に変質していき、「ロシア人のアイデンティティー」に変容した。ロシア帝国（Российская империя、決して Русская ではない）が成立するまでに「ロシア」という名称が確立していき、帝国の成立以降、ルーシという名称は国号としても君主号としても正式なものとしては用いられなくなった。そして、キエフ・ルーシ以来のリューリク朝断絶の混乱を経てロマノフ朝が確立する頃には、大ロシア人のあいだからは伝統的なルーシ人としての意識は失われた。

### ポーランド・リトアニア時代
14世紀の時点で北東地方の諸公が互いの関係において自分たちをルーシ人とみなす意識を持たなかったのに対し、ロマン公とダヌィーロ公の一族が支配したハールィチ・ヴォルィーニ地方では、自分たちこそが「ルーシの地」の盟主であるという強い自己意識を持ち、ルーシ人という同族意識に基づく伝統的なルーシの地の考え方を引き継いでいた。ハールィチ・ヴォルィーニ地方では、伝統的なルーシ意識が支配層によって保持されていた。
ハールィチ・ヴォルィーニ大公国の崩壊後、その領土は主にリトアニア大公国とポーランド王国に領有された。14世紀までにリトアニア大公国は急速に発展し、ヴォルィーニ、からチェルニーヒウ、キエフ地方までウクライナの多くの地域をその版図に収めた。リトアニアは自分たちの文化の押し付けを行わずむしろ現地の文化・宗教（正教）に染まっていったため、リトアニア人は1-2世代のうちに見かけも言葉もルーシ人化した。ルーシ人の言葉であるルーシ語はリトアニア大公国の公用語となり、ルーシ系貴族は積極的に登用された。リトアニア大公国の領土は今日のベラルーシとウクライナに跨っていたため、いわゆる「リトアニア系ルーシ人」というのには今日のベラルーシ人とウクライナ人の祖先が含まれる。

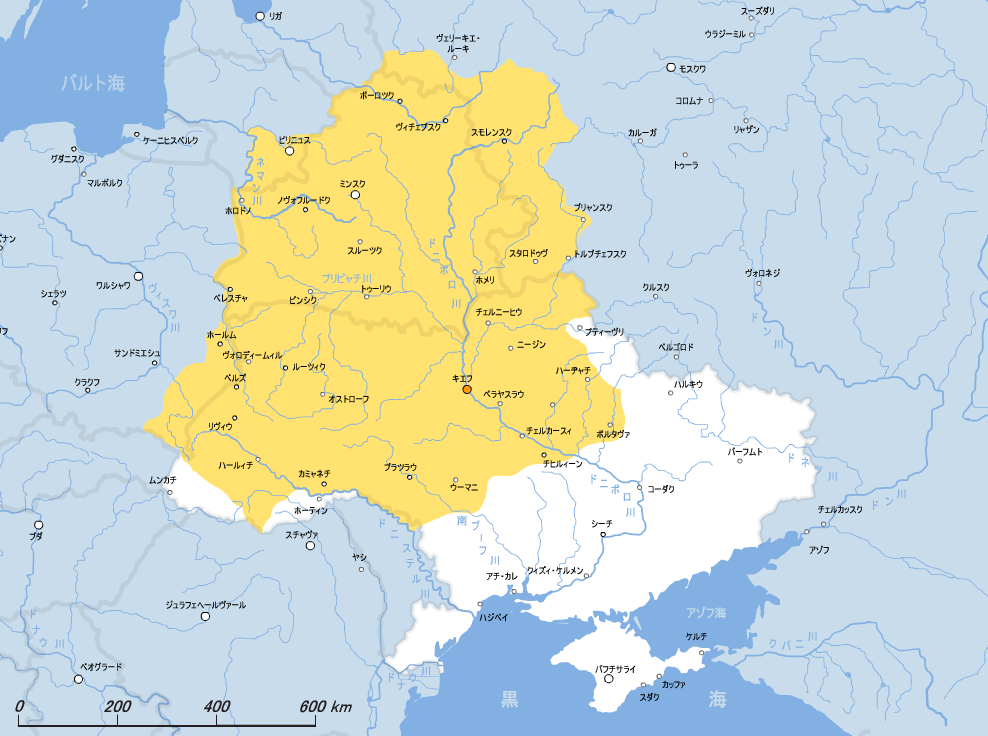
17世紀のルーシ。「ルテニア」と「小ロシア」とも呼ばれた。

これに対し、ポーランド王国は自国の文化・宗教を現地の住民に押し付けたため、次第に軋轢を生じるようになった。ポーランドとリトアニアの政治的結合が進み、リトアニアが衰えてやがてポーランド・リトアニア共和国が誕生すると、今日のウクライナに当たる地域のほとんどはポーランド領に編入された。現地のルーシ系住民の中では大貴族（マグナート）とそのほかの貴族（シュラフタ）、平民の階層分化が進み、とりわけ支配者階層は言語・宗教・文化的にポーランド宮廷化していった。権力基盤を強固にするためにポーランド化しつつもルーシ人としてルーシの文化と宗教を守護するマグナートもいたが、特に宗教ではポーランド政府の政策により正教会の重職へ俗人が多く投入されたために教義に適わない腐敗が横行した。そうした中で、ルーシの伝統文化と宗教の担い手としての庶民の役割が大きくなっていった。
16世紀の宗教改革以後、ヨーロッパの諸国で宗教対立が頻繁になり、リトアニアとポーランドに住む多くのルーシ人はコサック運動に加わり、しばしば反政府の反乱をおこした。17世紀半ばにポーランド・リトアニア共和国においてフメリニツキーの乱が勃発すると、ルーシ人はウクライナ中部・ベラルーシ南部を中心独自のコサック国家を作成した。この国家の中心地はウクライナにあったため、「ルーシ人」という民族名はウクライナに住む「ウクライナ人」と強く結びつくようになった。彼らは「コサック＝ルーシの民」とも自称した。一方、ベラルーシのルーシ人は次第に「リトヴィン」と呼ばれるようになった。

### オーストリア＝ハンガリー・ロシア時代

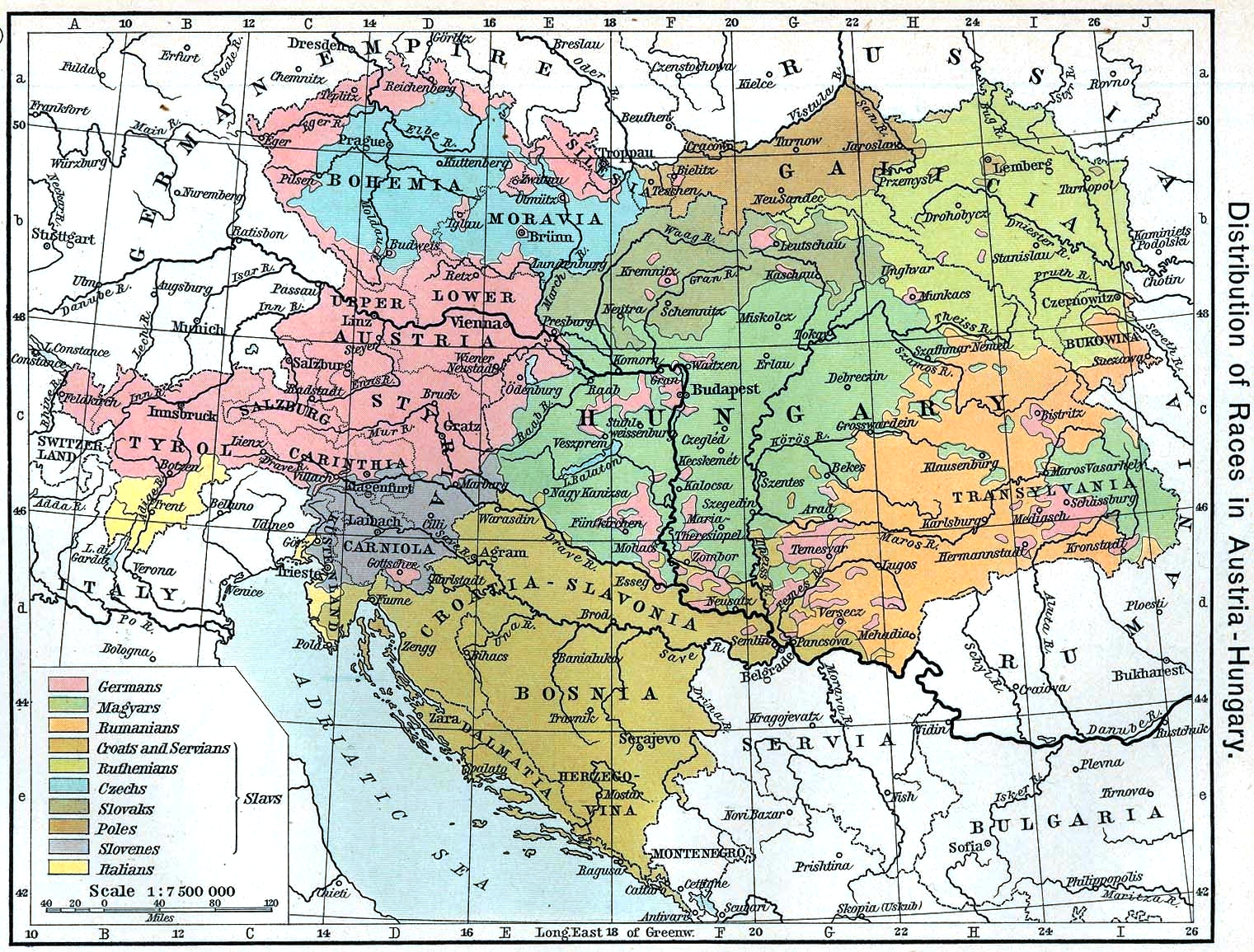
オーストリア・ハンガリー帝国における「ルテニア人」（1911年）。

18世紀末のポーランド・リトアニア共和国の分割によってベラルーシはロシア帝国の支配下に入り、ウクライナ人の居住地域はロシア帝国とオーストリア＝ハンガリー帝国によって分割された。ロシアはウクライナとベラルーシの両民族を「小ロシア人」と「白ロシア人」とし、「ルーシ人」の名は用いられなくなった。一方、オーストリアおよびハンガリーが支配する西ウクライナで「ルーシ人」の名は依然として「ルテニア人」というラテン語風の形で用いられ続けた。ルテニア人はガリツィア・ロドメリア王国の重要な構成民族となり、のちには彼らの言語（ウクライナ語）が事実上の公用語となった。

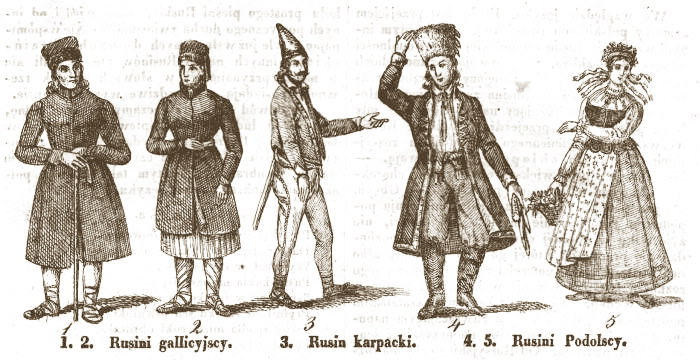
左から、ハルィチナーのルーシ人、カルパートのルーシ人、ポジーリャのルーシ人（1836年）。

ロシアの啓蒙専制君主であるエカチェリーナ2世はウクライナの自治を廃止してロシアに併合した張本人であったが、同じ啓蒙専制君主であってもマリア・テレジアやヨーゼフ2世が治めたハプスブルク帝国は、ロシア帝国が小ロシア人に行ったほどには、ルテニア人の民族文化復興運動に対して壊滅的な打撃や徹底的な弾圧は加えなかった。ハプスブルク帝国においてポーランド人が支配者階級として振舞ったのに対し、これに反発していたルテニア人は独自の民族運動を展開した。西欧でポーランド人が「母国を失った不幸な民族」と同情されていたのに対し、ルテニア人は1848年革命の際に反ポーランド蜂起を起こし、西欧を唖然とさせた。オーストリア政府は、強固に反抗するポーランド人に対してより帝国に忠実であったルテニア人に、ある程度の権利を認めた。1890年には、初めて「ウクライナ」という名称を用いたウクライナ急進党がイヴァン・フランコとムィハーイロ・ドラホマーノウらによって結成された。その後、ウクライナ人としてのルテニア人の民族運動は、ポーランド人との対立の深化に連れて確立していった。
一方、ロシア帝国では小ロシア人は白ロシア人とともにロシア政府による強力な同化政策の対象となり、民族運動は厳しく取り締まられた。ロシア帝国領となったウクライナでは、取締りの厳しさに加えて同化政策によって大ロシア人・白ロシア人とひとまとめに「ロシア人」とされた結果、西ウクライナにおけるポーランド人のような明確なライバルが定まらず、西ウクライナより民族運動の盛り上がりは遅れた。小ロシア人は自分たちの言語の使用すらも制限されたため、知識人の一部はオーストリア領であった西ウクライナへ逃れた。

### ウクライナ国家とベラルーシ国家の成立
20世紀初頭、ウクライナ民族解放運動を通じて、「ルーシ人」と「小ロシア人」という両名は、ロシアとオーストリア＝ハンガリーに在住のルーシ系知識人よって「ウクライナ人」という民族名で統一された。しかし、ルーシ人が住んでいた地域ではウクライナ民族解放運動の影響を及ばないところもあり、ウクライナ国外に移住したルーシ人の一部はウクライナ人の民族意識を受け入れなかった。1917年には、歴史上初めて「ウクライナ」と「ベラルーシ」を国名に含む国家が誕生した。ウクライナ人とベラルーシ人は、その国民となった。
こうして、キエフ・ルーシのルーシ人はまずウクライナの「ルーシ人」とベラルーシの「リトヴィン人」に分化した。その後、リトヴィン人は「白ロシア人」になり、ウクライナのルーシ人は「小ロシア人」と「ルテニア人」に分けられた。民族主義の時代を通り抜けた結果、白ロシア人はベラルーシ語で「ベラルーシ人」と呼ばれるようになり、一方大国によって分断された小ロシア人とルテニア人は「ウクライナ人」という概念の下に再統合された。